# Жмуда-Тшебятовская, Марта
Марта Жмуда-Тшебятовская (пол. Marta Żmuda-Trzebiatowska, урожд. Анна Мария Тшебятовская, Anna Maria Trzebiatowska; род. 26 июля 1984, Члухув, Польша) — польская актриса театра и кино.

## Биография
Родилась 26 июля 1984 года в Члухуве, Польша. 
Окончила лицей в Члухуве и театральную академию в Варшаве. Снималась в телесериалах «Преступники», «В добре и в зле», «Две стороны медали», «Магда М.», «Лицом к лицу». Сыграла главную роль в романтической комедии «Не лги, детка» 2008 года. Участвовала в польской версии «Танец со звёздами».

## Избранная фильмография
- 2008 — Не ври, любимый / Nie kłam, kochanie (Польша) — Аня
- 2008 — Сердце на ладони / Serce na dłoni (Польша) — Малгожата
- 2010 — Торт / Ciacho (Польша) — Бася
- 2010 — Девичьи обеты / Śluby panieńskie (Польша) — Клара
- 2011 — Ох, Кароль 2 / Och, Karol 2 (Польша) — Паулина
- 2011 — Победитель / Wygrany / The Winner (Польша / США) — Корнелия
- 2011 — Сначала любовь, потом свадьба / Love, Wedding, Marriage (США) — Кася
- 2012 — Ставка больше, чем смерть (Польша) — Эльза Краузе